# 葉謀遵
葉謀遵博士，SBS，MBE，JP（1931年4月17日—2016年10月16日）祖籍浙江寧波鎮海庄市。新昌創辦人葉庚年之子，葉維義之父親。葉謀遵是新昌國際集團主席，香港建築界及金融界名人。葉謀遵博士熱心公益，曾資助多個建築師獎助金，如亞洲文心協會的新昌－葉庚年教育基金。

## 學歷
- 1953年，美國伊利諾大學土木工程 - 學士
- 1954年，哈佛大學 - 碩士
- 紐約聖約翰大學 - 榮譽博士
- 香港公開大學 - 榮譽院士

## 公職

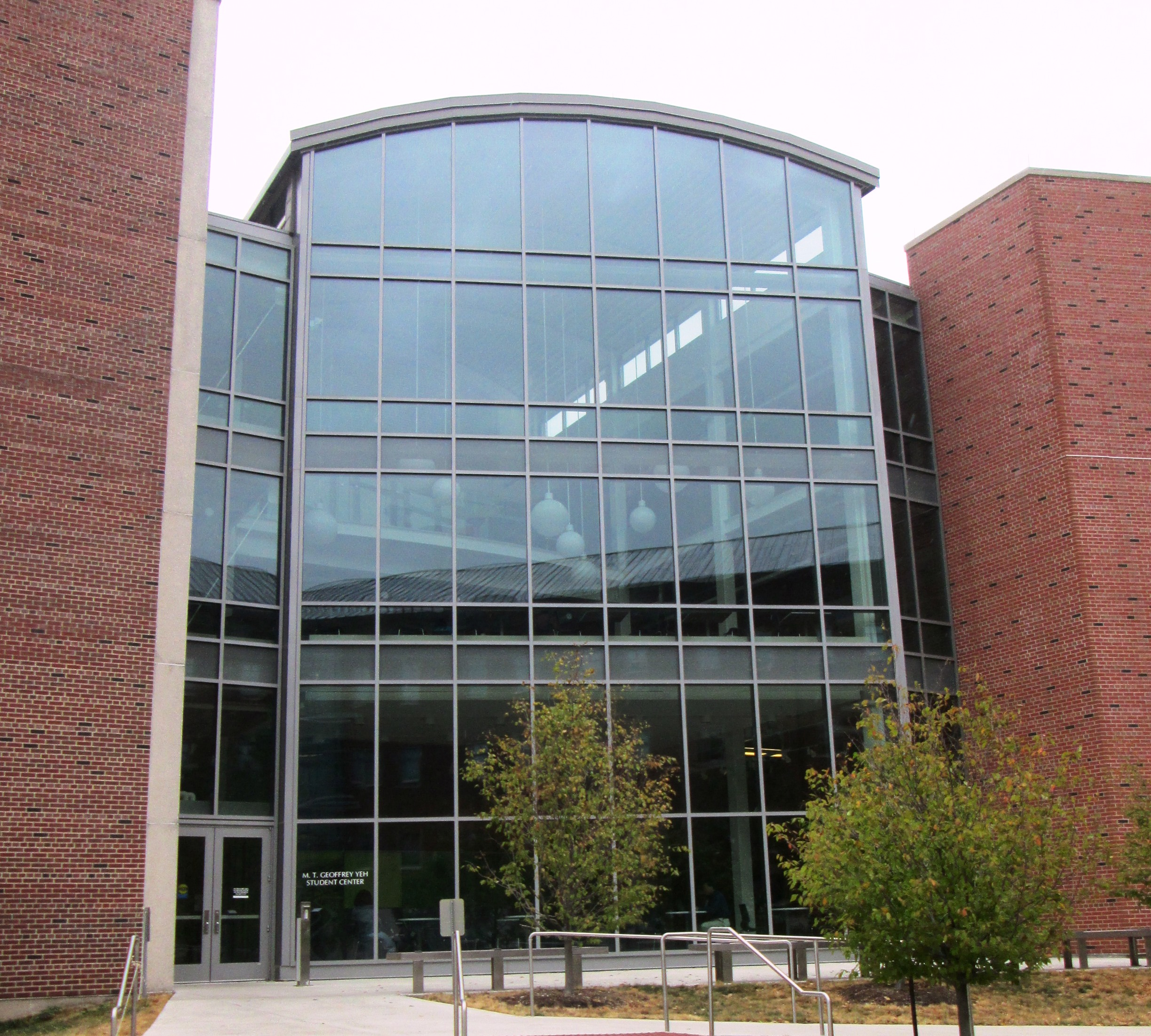
伊利诺伊大学厄巴纳-香槟分校的葉謀遵學生中心

- 香港建造商會 - 前副會長
- 香港建築業協會 - 前會長
- 香港期貨交易所 - 前主席
- 新昌葉庚年教育基金信託人法團 - 主席
- 香港科技大學顧問委員會 - 榮譽委員

## 名下馬匹
葉謀遵是香港賽馬會的會員馬主，名下馬匹皆以「的」字命名，包括「頻頻的」、「棒棒的」、「哈哈的」、「高高的」、「靚靚的」、「威威的」、「嬲嬲的」、「趣趣的」、「快快的」、「好好的」(與葉儀皓父女合夥)、「猛猛的」(與葉維義父子合夥)、「亮亮的」(與程凱信合夥)。

## 外部連結
- 葉謀遵博士於1991年舉辦的籌款晚會（亞洲文化協會）[永久]